# Каролина пантерси
Каролина пантерси (енгл. Carolina Panthers) су професионални тим америчког фудбала са седиштем у Шарлоту у Северној Каролини. Утакмице као домаћин клуб игра на стадиону Банк ов Америка. Наступа у НФЦ-у у дивизији Југ. Клуб је основан 1996. и до сада није мењао назив.
„Пантерси“ никад у својој историји нису били шампиони НФЛ-а. Маскота клуба је пантер „Сер Пер“.